# BeIN Media Group
beIN Media Group (/ˈbiːɪn/ BEE-in; Árabe: مجموعة بي إن الإعلامية, Majmū'at Bī'in al-I'lāmiyyah) es una cadena deportiva mundial independiente y de entretenimiento fundada el 1 de enero de 2014, con sede en Doha, Catar. beIN distribuye entretenimiento, contenido deportivo en vivo y grandes eventos internacionales en 5 continentes, en 43 países y en 7 idiomas diferentes que abarcan a Europa, América del Norte, Asia, Australia, el Medio Oriente y África del Norte.

## Historia
beIN Sports como marca se lanzó por primera vez en junio de 2012 por la Al Jazeera Media Network en Francia. El 1 de enero de 2014, se estableció el beIN Media Group y se convirtió en la nueva compañía holding independiente de beIN Sports. En octubre de 2014, se anunció que el beIN Media Group había acordado adquirir el canal de deportes de televisión de paga Setanta Sports Australia, y Setanta se renombró como beIN Sports Australia.
En 2015, beIN Sports lanzó un canal HD especialmente dedicado al fútbol en España. El grupo declaró en noviembre de 2015 que se expandiría de la programación exclusivamente deportiva para incluir también entretenimiento y películas.
Se anunció en enero de 2016 que el beIN Media Group logró un acuerdo con Turner Broadcasting System, que le otorga derechos exclusivos para transmitir una serie de canales de entretenimiento y noticias con licencia de Turner en el Medio Oriente y África del Norte. Desde entonces, el beIN Media Group ha firmado alianzas estratégicas con BBC Studios, Warner Bros., CBS, DreamWorks Animation y Discovery.
En noviembre de 2015 se rumoreaba que el beIN Media Group se mostró interesado en comprar Miramax. El 1 de marzo de 2016, el beIN Media Group anunció su adquisición completa de Miramax de Filmyard Holdings. beIN anunció que vendería al menos el 50% de la compañía en junio de 2019, con Viacom y Lionsgate como principales contendientes.
En agosto de 2016 se anunció que el beIN Media Group adquirió el servicio turco de televisión paga Digiturk. En noviembre de 2019, beIN Media adquirió derechos de transmisión exclusivos para la Copa Mundial de Clubes de la FIFA 2019 y 2020.

## Campaña antipiratería
En agosto de 2017, se lanzó beoutQ, el cual transmitía ilegalmente vía satélite a través de Internet contenido premium deportivo y de entretenimiento por valor de miles de millones de dólares. El beIN Media Group ha hecho una campaña con las principales organizaciones deportivas y emisoras de todo el mundo para condenar universalmente las operaciones de piratería y pedir que se tomen medidas decisivas para acabar con beoutQ y evitar que Arabsat distribuya el canal ilegal.
En octubre de 2018, el beIN Media Group lanzó un caso de arbitraje internacional de $1000 millones contra Arabia Saudita sobre la base de beoutQ. En julio de 2018, la FIFA, la Confederación Asiática de Fútbol (AFC) y otros titulares de derechos deportivos revelaron que iniciarán acciones legales en Arabia Saudita.
En diciembre de 2018, la Organización Mundial del Comercio acordó iniciar una investigación de disputas para determinar si Arabia Saudita no ha protegido los derechos de propiedad intelectual debido a beoutQ.